# Sárfalvi Béla (földrajztudós)
Sárfalvi Béla (Magyaróvár, 1925. december  – Budapest, 2000. február 29.) magyar geográfus, egyetemi tanár, a népességföldrajz kiváló művelője.

## Életpályája
A győri Bencés Gimnáziumban 1944-ben érettségizett, majd Budapesten kezdte meg egyetemi tanulmányait, melyeket a háború és az amerikai hadifogság félbeszakított. Az ELTE Tanárképző Főiskolai Kar (ELTE-TFK) történelem-földrajz szakos diplomájának megszerzése (1950) után az ELTE Természettudományi Kar (ELTE-TTK) Földrajzi Intézet tanársegéde, 1953-tól az MTA Földrajztudományi Kutató Csoportjában főmunkatárs, majd tudományos osztályvezető. 1964-ben kandidátusi fokozatot szerzett. Egyéves Ford-ösztöndíjas amerikai tanulmányútját követően (1965-66: Ann Arbor, Chicago, Berkeley) 1967-től az ELTE docense. Közel negyedszázadon át (1967–1990) vezette az ELTE TTK Regionális Földrajzi Tanszékét, 1979–1992 között a Földrajzi Tanszékcsoportot.1987-ben elnyerte a földrajztudomány doktora (MTA doktora) címet, 1988-ban egyetemi tanárrá nevezték ki. 1993-tól haláláig az ELTE Földtudományi Doktori Iskolájának földrajzi alprogramját irányította. Főtitkára (1968–1973) és tiszteleti tagja (1989) volt a Magyar Földrajzi Társaságnak, levelező tagja a Müncheni Földrajzi Társaságnak.

## Munkássága
Pályája kezdetén elsősorban a Duna–Tisza köze agrárföldrajzi kérdéseivel foglalkozott, majd a társadalmi-foglalkozási átrétegződés, a falvakból történő elvándorlás és az urbanizáció állt népességföldrajzi kutatásainak előterében. Az 1970-es évektől az iskolahálózat területi egyenlőtlenségeit és a földrajztanítás korszerűsítésének módjait vizsgálta; ennek érdekében számos ismeretterjesztő tanulmányt is írt Az 1960-as, 70-es években az MTA Földrajztudományi Kutató Intézetének kiadásában megjelenő „Studies in Geography in Hungary” című periodika számos kötetét szerkesztette. Társszerzője volt az öt idegen nyelvre lefordított Magyarország földrajza című könyvnek (Akadémiai Kiadó, 1960), amely hazánk geográfiájának 1945 után első tudományos összefoglalása volt. Társszerkesztője volt a Gondolat Kiadó három kiadást megért kétkötetes Európa-monográfiájának (1968), továbbá számos regionális földrajzi egyetemi tankönyv írásában és szerkesztésében működött közre, s írt gimnáziumi tankönyvet is.

## Díjai, elismerései
- a Magyar Földrajzi Társaság Lóczy-érme (1985),
- az ELTE Pro Universitate emlékérme (1992),
- a fővárosi önkormányzat Budapestért díja, Apáczai Csere János-díj (1995).

## Főbb művei
- Pécsi Márton – Sárfalvi Béla: Magyarország földrajza. Akadémiai Kiadó 1960.
- Asztalos István – Sárfalvi Béla: A Duna-Tisza-köze mezőgazdasági földrajza. Akadémiai Kiadó 1960
- Sárfalvi Béla: A mezőgazdasági népesség csökkenése Magyarországon. Akadémiai Kiadó 1965.
- Sárfalvi Béla: Az ember és a Föld. Gondolat, 1966.
- Marosi Sándor – Sárfalvi Béla (szerk.): Európa I.-II. Gondolat, 1968.
- Sárfalvi Béla: Magyarország népességföldrajza. Tankönyvkiadó 1991.